# Fabricius Bálint (tanár)
Fabricius Bálint (Tolnai Bálint) (16. század) tanár, prédikátor.

## Élete
A héber nyelvet oly kitűnően értette, hogy nem magyarnak, de zsidónak tartották. Előbb Tolnán volt tanár és prédikátor; innét eltávozván Baranyában lett lelkész és a mohácsi egyházkerület seniora.

## Munkái
A Szent János látásánac 12. részéből valo Enek. Hely n., 1579. (Egyetlen példánya Nagy István könyvtárában volt.)
A reformatusok régi énekes könyvében egy ének is van tőle, melyet a XLIII. zsoltárból készített.
Decsi lakodalmas ének címen megjelent munkája a De moribus in convivio 1580-ból.